# Villaferrueña
Villaferrueña – gmina w Hiszpanii, w prowincji Zamora, w Kastylii i León, o powierzchni 20,53 km². W 2011 roku gmina liczyła 118 mieszkańców.